# Lazaretto (singolo)
Lazaretto è un singolo di Jack White, il primo estratto dall'album omonimo e pubblicato il 19 aprile 2014. Nel 2015 ha fatto ottenere a Jack White due nomination ai Grammy Awards nelle categorie Miglior canzone rock e Miglior interpretazione rock vincendo quest'ultima.

## Tracce

### 7"
1. Lazaretto - 3:39
2. Power of My Love - 5:00

## Formazione
- Jack White – voce, chitarra elettrica
- Daru Jones – batteria
- Dominic Davis – basso
- Fats Kaplin – violino
- Ikey Owens – Moog synth
- Cory Younts – Korg synth